# Камен-Врих
Ка́мен-Врих (болг. Камен връх) — село в Ямбольській області Болгарії. Входить до складу общини Болярово.

## Населення
За даними перепису населення 2011 року у селі проживали 28 осіб, з них 27 осіб (96,4%) — болгари.
Розподіл населення за віком у 2011 році:
Динаміка населення: